# 藤田ニコル
藤田 ニコル（ふじた ニコル、Nicole Fujita、1998年（平成10年）2月20日 - ）は、日本のファッションモデル、タレント、YouTuber。『ViVi』元専属モデル。夫は俳優の稲葉友。
ニュージーランド出身。オスカープロモーション所属。第13回ニコラモデルオーディショングランプリ。「EMMARY」初代編集長。『nicola』『Popteen』の元専属モデル。

## 略歴

### 生い立ち
父親はロシア人とポーランド人のハーフ。母親は日本人で、スナックバーを経営した後、スポーツジムを経営。国際的に有名な子となるよう願って母親が名付けた。母親がバックパッカーとして15カ国目に訪れたイスラエルで、会社社長の父親と巡り逢いパートナーとなり、ニュージーランドで生まれた。3歳まで現地で生活していたが、父親の会社倒産に伴い両親が離婚し日本へ移住。父親が異なる弟がいるが、再び両親が離婚して母子家庭となった。一時おかずはメザシ一人一匹という極貧生活を送った。戸田市立戸田第一小学校、戸田市立戸田中学校卒業。
2016年3月に通信制高校を卒業。

### デビュー
2009年にローティーン向けファッション雑誌『nicola』の第13回ニコラモデルオーディションに応募し、1万4076人の中からグランプリの5人に選ばれ専属モデル（ニコモ）となる。応募理由は、モデルの仕事に「昔から興味があって、お母さんがニコラとにこるが似てるから買ってきたのがきっかけ」とのこと。
なお、同グランプリの他の受賞者は池田依來沙（現在『CanCam』専属）、松井愛莉、古畑星夏（現在『ViVi』専属）、春川芽生といずれも当時中学1年生だった4名で、藤田のみが小学6年生だった。『nicola』2009年10月号にグランプリ受賞者のお披露目紹介記事が初の出演である。モデルデビューを果たすも、藤田が思うように活躍できないでいると進学した中学校の同級生からは、「あれがモデルかよ」というような悪口や陰口を言われていた。そういった辛い時期を支えてくれたのが母親だったといい、藤田は「自分がつらいときにいつもそばにいてくれて、“お母さんはいつも味方だよ”、“お母さんは一番のファンだよ”と（言ってくれた）。言われなかったら、たぶん頑張れなかったと思う」と母親に対して感謝を表している。

### 活動
2009年10月号からニコモとして活動を開始し、清楚系のモデルの多いなかでカラーコンタクトを許されるなど若干異色な存在として独自のポジションに位置し、連載ページも任される。
ニコモの音楽ユニット「ニコ☆モコ」において、日南響子との入れ替わりで追加メンバーとして活動した。 雑誌『nicola』表紙への登場は2011年1月号、2012年11月号、2013年10月号、2014年5月号の4度である。2014年4月に『nicola』を卒業すると、同年6月に雑誌『Popteen』のモデルとなり、2015年5月号に表紙に登場する。『ポップティーン』2015年7月号には、単独で表紙に登場する。
2015年度の『めざましテレビ』（フジテレビ）のイマドキガールを務める。同年、Yahoo!検索大賞 2015・モデル部門賞を受賞。
2015年6月1日、この日創刊の女子高校生のためのWEBマガジン「EMMARY」の初代編集長に就任（ - 2016年3月）。
2016年3月号の『Popteen』で、特に読者人気の高い男女7人のモデル「神7」の1人に選ばれる。他のメンバーは池田美優、越智ゆらの、澤田汐音、たくぽん、中島健、バトシン。
2016年8月3日、シングル「Bye Bye」で歌手デビューし、共作で作詞も担当した。同年、ネイルクイーン 2016を受賞する。
2017年8月のイベントをもって『Popteen』モデルを卒業。
2017年10月23日発売の雑誌『ViVi』2月号でViViの専属モデルとなった。
2017年12月10日、自身がプロデュースするファッションブランド「ニコロン（NiCORON）」の立ち上げを発表。
2018年2月18日、SHIBUYA109に「NiCORON」の1号店をオープン。
2018年にはアニメ『ポケットモンスター サン&ムーン』（テレビ東京）でピカチュウのクリン役として声優デビューを果たし、96話からはヌイコグマ役で準レギュラーとして出演している。
別枠だが某雑誌のお便りコーナーにて、遊戯王トレーディングカードゲーム現在公式大会使用禁止カード「強欲な壺」の物真似をしてTwitterにて大量のリツイート、リプライを受けたこともある。
2019年2月23日、YouTubeにてチャンネル『藤田ニコル⭐️NICOLE FUJITA』を開設。
2020年9月16日、「NiCORON」に区切りをつけることを発表。
2021年4月16日、教習所に通わずに普通自動車免許を取得。
同年4月30日、新ブランド「カルナムール（CALNAMUR）」の立ち上げを発表。
2023年1月、下着ブランド「PEACH JOHN」のブランドミューズに就任。
2023年8月4日、俳優の稲葉友との結婚を発表。8月5日放送の自身がパーソナリティーを務める『藤田ニコルのあしたはにちようび』（TBSラジオ）及び8月6日放送の自身がレギュラーとして不定期出演している『サンデージャポン』（TBS）でもそれぞれ結婚を生報告した。
2024年2月22日、第7回スニーカーベストドレッサー賞 モデル部門を受賞。
『ViVi』の専属モデルを2025年3月23日発売の5月号をもって卒業。

## 主な出演

### テレビ番組
- めざましテレビ（フジテレビ、2015年3月30日 - 2016年4月1日） - イマドキガール
- ロンドンハーツ（テレビ朝日、2015年 - ） - 準レギュラー、不定期出演
- 原宿AbemaNews（AbemaTV、2016年4月13日 - 2017年6月） - 水曜MC
- 恋んトス シーズン4 - 12（TBS、2016年7月 - ） - MC[38]
- オスカル!はなきんリサーチ（テレビ朝日、2016年10月 - 2018年12月） - MC
- ヒルナンデス!（日本テレビ、2017年4月 - 2025年3月） - 月曜レギュラー[39]
- サンデージャポン（TBS、2015年5月 - ）- レギュラー、不定期出演
- #ミレニアガール（フジテレビ、2018年10月12日 - 2020年9月18日） - MC
- メッセンジャーの○○は大丈夫なのか?（毎日放送、2018年4月 - 2020年3月） - 週替わりアシスタント
- 有吉弘行のダレトク!?（フジテレビ、2017年2月 - 2019年3月） - 調査員（準レギュラー）
- 爆買い☆スター恩返し（フジテレビ、2021年10月29日 - 2023年9月15日） - 常連レギュラーゲスト
- あなたの知らない あなたが生まれた日（2023年3月31日、テレビ朝日） - MC[40]
- ネプリーグ（フジテレビ、2023年9月18日 ）

### CM
- 脱毛ラボ（2016年）[41]
- THE KISS（2016年）[42]
- 東京都 TEAM BEYOND「TEAM BEYOND メンバー募集編type1」「TEAM BEYOND メンバー募集編type2」（2016年11月30日 - ）[43]
- アラクス ノーシンピュア
  - 「自撮りと自取り」篇（2017年5月19日 - ）[44]
  - 「友だち」篇、「テスト」篇、「恋」篇（2018年3月30日 - ）[45]
  - 「ピュアにこるん相談室by山科ティナ」（2018年8月28日 - ）[46]
- メルカリ （2017年）
- 全国共済農業協同組合連合会 香川県本部  - CMキャラクター
  - にこるん食べルン香川県 - 岡山・香川エリア[47]
    - 「にこるん登場」篇（2017年7月1日 - ）
    - 「対決」篇（2017年7月15日 - ）
    - 「うた」篇（2017年7月29日 - ）
    - 「モノローグ」篇（2017年8月12日 - ）

  - にこるん食べルン香川県第2弾CM - 岡山・香川エリア[48]
    - 「野菜篇」、「フルーツ篇」、「体操篇」（2018年3月3日 - ）

  - にこるん食べルン香川県第3弾CM - 岡山・香川エリア[49]
    - 「東京 オリーブ牛篇」、「東京　メッセージ篇」（2018年11月3日 - ）
- 洋服の青山（2018年）
- サーティワン アイスクリーム「カップにこるん篇」（2018年4月27日 - ）[50]
- 東京シティ競馬（2018年度） - イメージキャラクター[51]
- たらみ「たらみゼリー 大自然の恵み篇18」（2018年5月7日 - ）[52]
- b.b.duo (2018年度）ーベルクラシックグループ・ウェディングドレスプロデュースー[53]
- マネーフォワード
  - マネーフォワードME 「お金って、ドキドキ。」篇（2018年12月22日 - ）[54]
- アットホーム - イメージキャラクター
  - 「あった！モーメント」篇、「あった！ワールド」篇 （2019年10月5日 - ）[55]
  - 「いいお店探し」篇（2020年11月14日 - ）[56]
  - 「新しい住まい探し」篇（2021年1月23日 - ）[57]
- プーマジャパン（2020年1月）
- 日清食品「カップヌードル」（2020年2月）
- セドナエンタープライズ
  - 「脱毛ラボ・ホームエディション 映画番宣編」（2020年12月19日 - ）[58]
  - 「脱毛ラボ・プロエディション アメコミ風映画編」（2021年9月15日 - ）[59]
- モンテリーズ・ジャパン リッツ「みんな、のせちゃえ。」篇（2021年3月8日 - ）[60]
- HRBrain EX Intelligence「従業員エクスペリエンスといえば」篇、「使いやすいタレントマネジメント」篇、「使いやすい人事評価」篇（2022年1月3日 - ） -  バイきんぐと共演[61]
- ライオン「Banプレミアムプラチナロールオン」（2022年3月）
- 吉野家「朝定食スタートしよ」篇（2022年4月5日 - ） - アルバイト従業員役
  - 2022年4月19日より新CMがスタートする予定だったが、吉野家の取締役による「生娘シャブ漬け戦略」発言を受け中止となった。
  - 「親子丼」（2022年4月22日 - ）
  - 「牛すき鍋膳 あったまっちゃう？篇」（2022年10月28日 - ）
- Pinterest（2022年8月19日 - ）[62]
- ピーチ・ジョン「ま〜るく盛れる着やせブラ 欲張りにこるん」篇（2023年2月22日 - ）[63]

### MV
- Sonar Pocket「Good bye 大切な人。」（2015年8月19日）[64]
- チャラン・ポ・ランタン「お茶しよ」(2017年)
- 澁谷逆太郎「magic ft.アフロ」(2020年12月17日)
- アフロ「blue ft. 澁谷逆太郎」(2020年12月25日)

### WEBドラマ
- 好きな人がいること~サマサマキュンキュン大作戦~（フジテレビオンデマンド、2016年） - ニコル 役

### テレビドラマ
- 好きな人がいること 第3話（フジテレビ、2016年7月25日） - エキストラ
- 俺の家の話 最終話（TBSテレビ、2021年3月26日） - 藤田ニコル（本人） 役[65]

### 映画
- あたしの!（2024年11月8日、ギャガ） - 劇中ホラー映画に登場する主人公役[66]

### テレビアニメ
- ポケットモンスター サン&ムーン（テレビ東京、2018年10月7日、11月11日 - ） - クリン、ヌイコグマ 役

### 劇場アニメ
- 映画 ヒーリングっど♥プリキュア ゆめのまちでキュン!っとGoGo!大変身!!（2021年3月20日、東映） - 本人 役[67]

### ラジオ
- 女性の輝きに、限界なんてない〜藤田ニコルと働く女性50人〜（TBSラジオ、2019年11月3日） - MC[68]
- 藤田ニコルのニコニチ（TBSラジオ、2020年1月4日 - ）[69]

### ファッションショー
- SHIZUOKA COLLECTION 2015 Autumn/Winter（2015年9月19日、グランシップ）
- 東京ガールズコレクション
  - 第37回 マイナビ 東京ガールズコレクション 2023 AUTUMN／WINTER（2023年9月2日、さいたまスーパーアリーナ）[70]
  - CREATEs presents TGC KITAKYUSHU 2023 by TOKYO GIRLS COLLECTION（2023年10月7日、西日本総合展示場新館）[71]
  - 麻生専門学校グループ presents TGC KUMAMOTO 2024 by TOKYOGIRLS COLLECTION（2024年4月13日、グランメッセ熊本）[72]
- Girls Award
  - Tokyo Virtual Runway Live by GirlsAward vol.1（2020年6月27日、ABEMA独占生配信）[73]
  - Rakuten GirlsAward 2023 AUTUMN/WINTER（2023年9月30日、幕張メッセ）[74]

### イベント
- ViVi Night
  - ViViNight in Taipei（2019年11月16日、新光三越Legacy MAX）[75]
  - ViVi Night 2023（2023年10月5日、東急歌舞伎町タワー Zepp Shinjuku）[76]

## 書籍
- 『にこるんです。』（2015年12月1日、角川春樹事務所）ISBN 978-4758412742
- 『ニコルノホン』（2018年11月22日、講談社）ISBN 978-4065132982
- 『私が垢抜けた82の方法』（2025年3月12日、講談社）ISBN 978-4065387979

### 写真集
- 好きになるよ?（2020年2月22日、講談社）ISBN 978-4065183069

### 雑誌
- nicola（2009年 - 2014年） - 専属モデル
- Popteen（2014年 - 2017年） - 専属モデル
- ViVi（2017年 - 2025年） - 専属モデル

## ディスコグラフィー

### シングル
| #                                                       | 発売日       | 作品名  | レーベル             | 最高順位 | 最高順位    |
| #                                                       | 発売日       | 作品名  | レーベル             | オリコン | JPN Hot 100 |
| ------------------------------------------------------- | ------------ | ------- | -------------------- | -------- | ----------- |
| 1st                                                     | 2016年8月3日 | Bye Bye | MASTERSIX FOUNDATION | 26位     | 82位        |
| "—"はチャート圏外、チャート対象外のいずれかを意味する。 |              |         |                      |          |             |